# Andrea Carlotti
Andrea Carlotti, Marchese di Riparbella (Verona, 17 maggio 1864 – 21 gennaio 1920), è stato un diplomatico italiano.

## Biografia
Fu Ambasciatore italiano nell'Impero Russo (1913-1917) e Ambasciatore d'Italia in Spagna (1917-1919). Nell'ottobre 1919 venne nominato Senatore del Regno d'Italia, ma la sua prematura morte nel gennaio 1920 gli impedì di entrare in carica.